# Kokolo Afrobeat Orchestra
Kokolo, conhecido também como Kokolo Afrobeat Orchestra, é uma banda de Afrobeat nascido no bairro ‘Lower East Side’ de Nova Iorque, e fundado por compositor/produtor Ray Lugo.
Junto com The Daktaris e Antibalas, Kokolo ergueu a cena de Afrobeat em Nova Iorque que diante precipitou a renascença do gênero musical em nível mundial.

## Origem do nome
O nome da banda (pronunciação ko-kô-lo) relembra uma palavra gíria utilizada nos anos 70 em Spanish Harlem e algumas regiões do Caribe, as vezes preconceituosamente, para Latinoamericanos de descendência negra que gostavam de ritmos Afros. A banda procurava inverter o sentido negativo da palavra através de sua música.

## História: de punk ao afrofunk

### Fuss And Fight
Antes de Kokolo, Ray Lugo teve uma formação musical baseada nas cenas de punk, rock e hardcore no centro de Nova Iorque, e aliou-se às bandas Bad Brains, Agnostic Front, Cro-Mags, Gorilla Biscuits, Jawbreakers, Youth of Today, Leeway e Warzone. O vocalista de Warzone, Raymond “Raybeez” Barbieri, além de ser grande amigo de Lugo, também lhe ensinou muito a respeito à indústria de música independente, e acabou inspirando a ética de DIY que seria uma característica importante de Kokolo.
No verão de 1995, Lugo dirigiu Underhanded Studios, estúdio de gravação na rua Ludlow qual o Lugo compartilhava com Mark Anthony Thompson (Chocolate Genius), Sim Cain (Rollins Band) e Yuka Honda (Cibo Matto/Sean Lennon). Enquanto trabalhava lá, o Lugo fez amizade com Gabe Roth e Phillip Lehman; logo depois, estes gravaram os primeiros álbuns para Desco Records no Underhanded e em seguida lançaram o álbum dos Daktaris, que começou a nova onda de Afrobeat em Nova Iorque. Nesta época o Lugo também produzia as primeiras gravações de King Chango e tinha chamado Martin Perna e Mike Wagner para tocar na banda. Perna e Wagner passaram a ser fundadores da banda Antibalas, junto com percussionista Fernando Vélez (Sharon Jones & The Dap Kings), outro ex-integrante de King Chango.
Em busca de um novo caminho musical, o Lugo formou Kokolo na primavera de 2001, sendo inspirado pelo exemplo de seus amigos em Antibalas, pela música de Felá Kuti, James Brown e os Fania All-Stars, e pela energia que bandas como Bad Brains e Mano Negra levaram ao palco de show.
A formação inicial da banda, como um conjunto “tradicional” de Afrobeat, consistia 14 músicos de vários países do mundo, e os primeiros meses foram frustrantes devido ao constante vai-vem de integrantes que deixou as apresentações ao vivo a desejar. Foi nessa época que o Ray Lugo conheceu o trombonista inglês Chris Morrow, o único outro integrante original que segue na banda atualmente.
No verão de 2001, o Lugo procurou o Gabe Roth para produzir o primeiro disco da banda “Fuss and Fight,” cujo nome representava as discussões e briguinhas que rolava dentro da própria banda naquele tempo. O álbum, que foi gravado no Daptone Studios em Brooklyn com a participação de alguns músicos de Antibalas e foi lançado pela empresa inglesa AfroKings, logo conseguiu uma legião de fãs, principalmente na Europa, graças ao novo estilo de som mas também graças à energia ao vivo e o talento inegavel dos músicos. Em seguida Kokolo embarcou no seu primeiro turnê pela Inglaterra. Ainda antes do turnê, devido às brigas internas, a maioria dos integrantes saiu da banda para começar o Akoya Afrobeat Ensemble.
Com vários shows já marcados e sem uma banda, foi o Roth quem chegou a ajudar a banda: ele apresentou ao Lugo e Morrow um velho colaborador e ex-integrante das bandas de Felá Kuti e Manu DiBango – o baterista Jojo Kuo – e com a participação dele Kokolo conseguiu fazer o turnê.

### More Consideration
A primeira reação dos críticos ao “Fuss And Fight” foi negativa. Acostumados com réplicas de Felá Kuti, puristas desconfiava no som de Kokolo por ser radical demais dentro do padrão de Afrobeat. Mesmo decepcionado com essa recepção tépida, o Lugo ligeiramente resolveu compor o segundo álbum da banda durante um estádio em Amsterdam em 2003, resgatando as idéias e críticas apenas de aqueles críticos cujas opiniões ele respeitava, para o fim de construir um som ainda mais original para o Kokolo.
O resultado foi o aclamado “More Consideration”, com arranjos mais complicados e composições sofisticadas. O álbum enriqueceu-se pela participação de músicos como Charlie Hunter, Gabe Roth (Sharon Jones & The Dap Kings), Mike Weitman (Project Logic),  Jojo Kuo (Fela Kuti/Manu DiBango), Gina Ferrera (Gina Ferrera & The Philadelphia Gyil Fusion Project) and Marquitos Garcia (Antibalas/Chico Mann), e foi lançado pela gravadora londrina do Adrian Gibson – Freestyle Records – em 2004.
A recepção entusiástica ao “More Consideration” permitiu que a banda alcançasse novos setores do público e tocasse em alguns dos palcos mais prestigiosos do mundo, inclusive o palco principal do Montreal Jazz Festival, Glastonbury Festival  e muitos outros, onde eles compartilhava o palco com artistas como Roots Manuva, Manu DiBango, Taj Mahal, Isaac Hayes, Zap Mama, Gilles Peterson, Chic, Pete Rock, The Itals, Bloodhound Gang, Roy Ayers e Seun Kuti & Egypt 80.
Também nessa época, a banda começou a experimentar com remixes de músicas originais, algo que era visto como tabu por algumas pessoas, mas que na opinião da banda poderia levar a música deles para novos públicos. Ate hoje faixas de Kokolo têm sido remixadas por DJs como Faze Action, BeatFanatic, Lack Of Afro, Diesler e muitos outros.

### Love International
Com o terceiro disco do Kokolo, “Love International”, o Lugo procurou a expandir o som único da banda adicionando elementos de Hip Hop e Dancehall e destacando música latina em todos os aspectos das canções. A versão Afro da música “Magnificent Seven” de The Clash, homenagem a um dos heróis musicais do Lugo, foi muito bem recebido por DJs pelo mundo inteiro, e tem a participação do cantor jamaicano de dancehall, Joe Daddz, no vocal
.
“Love International”, lançado em julho de 2007 em Freestyle Records, confirmou que o Kokolo possuiu “Our Own Thing” (nosso próprio estilo) como uma das canções proclamou, e ajudou a banda completar turnês em novos países – Kokolo foi então a primeira banda a levar Afrobeat ao vivo para o povo de Lituânia, Latvia, Estonia, Bulgária e Romênia entre outros países.

### Heavy Hustling
O quarto disco gravado pela banda, “Heavy Hustling”, foi resultado de misturar os ritmos de Fela Kuti e cadência dos Fania All-Stars em algumas canções clássicas de James Brown, com vocal original do Lugo que transformou clásicos como “Soul Power” com letras de duplo-sentido e temas sexuais, ainda com ênfase no estilo de Afrofunk oeste-africano.
“Achei que seria interessante ressaltar a questão da conexão que existe entre Afrobeat nigeriano e funk norte-americano, e investigar o diálogo transatlântico que aconteceu através de música naquela época de ouro, inclusive o som Latino de Nova Iorque que também teve muito sucesso e influencia na África naquele tempo”, comenta Lugo.
“Heavy Hustling” foi lançado pela gravadora Record Kicks em Milan, Itália, em fevereiro de 2009, e com o lançamento do disco a banda conseguiu fazer o seu maior turnê na história.

## Estilo e influências
Concebido inicialmente como um conjunto tradicional de Afrobeat, Kokolo logo desenvolveu um som incisivo, e nos shows a banda costuma a tocar mais rápido e com mais energia de que seus contemporâneos. Kokolo também vem mostrando a habilidade de expandir seu estilo e incorporar influências de vários outros gêneros. Embora Kokolo cante principalmente em inglês, eles já lançaram algumas canções com letras em espanhol e português.
Na hora da composição, o Lugo conta com um estilo que ele aprendeu com punk, rock e reggae, em contraste com a ênfase de muitas bandas de Afrobeat em instrumentais “jazzificados”; as canções de Kokolo geralmente destacam refrãos repetidos para chamar a atenção do público.
Suas apresentações ao vivo são completamente diferente de outras bandas de Afrobeat, porque os shows de Kokolo são mais energéticos e loucos, parecido com show de rock, já um outro exemplo da influência de bandas como Bad Brains e The Clash.
Desde sua formação, eles evoluíram em uma máquina prolífica de gravações, e até hoje a banda soma mais de 50 lançamentos, na sua discografia e nas participações em compilações internacionais notáveis, ao lado de artistas como Caetano Veloso, Femi Kuti, Ska Cubano, Tony Allen, U-Roy, Masters At Work, Quantic, Salif Keita, Gerardo Frisina, Baaba Mal, Jazztronik, Zero 7, Afro Celt Sound System, Joe Bataan, Common, The Orb, Eric B & Rakim e muitos outros.
Kokolo prefere seguir o estilo de vida “Simple Living” (Viver Simples) e são seguidores da filosofia do J. Krishnamurti (cujas ideias estão presentes nas letras do segundo álbum da banda, “More Consideration”) como podemos ver no lema escrito na capa de todos os seus discos: “Live More, Consume Less.. With More Joy and Less Stress.” (Vive mais, consome menos.. com mais alegria e menos estresse) Eles já doaram suas canções, apresentaram shows e procurou fondos para ajudar vários projetos sociais desde organizações de assistência a jovens carentes, até grupos que trabalham com vítimas de AIDS e com a proteção do meio-ambiente.

## Discografia[16]

### Álbuns
| Álbum              | Gravadora    | Ano de lançamento | Formatos       |
| ------------------ | ------------ | ----------------- | -------------- |
| Heavy Hustling     | Record KIcks | 2009              | CD, LP, iTunes |
| Love International | Freestyle    | 2007              | CD, LP, iTunes |
| More Consideration | Freestyle    | 2004              | CD, LP, iTunes |
| Fuss And Fight     | AfroKings    | 2002              | CD, LP, iTunes |

### 12" Discos | E.P.'s
| 12" Single \| E.P.           | Gravadora      | Ano de lançamento | Formatos |
| ---------------------------- | -------------- | ----------------- | -------- |
| The Magnificent Seven EP     | Shiftin' Gears | 2010              | LP       |
| Nueva York 12" Malena Rework | Freestyle      | 2007              | LP       |
| Balkan Beat Box Split EP     | Sol Selectas   | 2008              | LP       |
| Sabroso 12"                  | Freestyle      | 2005              | LP       |
| Roy Davis Jr. Split EP       | Jamayka        | 2005              | LP       |
| More Consideration EP        | Freestyle      | 2005              | LP       |
| Mister Sinister 12"          | Jamayka        | 2004              | LP       |
| Root To The Fruit 12"        | Freestyle      | 2004              | LP       |

### 7" Discos
| 7" Single                   | Gravadora    | Ano de lançamento | Formatos |
| --------------------------- | ------------ | ----------------- | -------- |
| Afrika Man (Feat. Jojo Kuo) | Record Kicks | 2009              | 7"       |
| Soul Power                  | Record Kicks | 2008              | 7"       |
| Girls On Film               | Record Kicks | 2008              | 7"       |
| The Magnificent Seven"      | VampiSoul    | 2008              | 7"       |
| The Way Up                  | Tramp        | 2007              | 7"       |
| Our Own Thing               | Freestyle    | 2007              | 7"       |
| Heaven"                     | AfroKats     | 2007              | 7"       |
| Each One Teach One"         | AfroKats     | 2006              | 7"       |
| Donkey"                     | Afrokings    | 2002              | 7"       |

### Compilações com musicas de Kokolo
| Compilação                          | Gravadora           | Ano de lançamento | Formatos   |
| ----------------------------------- | ------------------- | ----------------- | ---------- |
| Kokolo: Pegao Pegao                 | Radio Pirata        | 2010              | CD         |
| Dancers Masterpiece                 | P-Vine              | 2010              | CD         |
| City Lounge 7                       | Wagram              | 2010              | CD, iTunes |
| Mo' Record Kicks                    | Record Kicks        | 2010              | CD, iTunes |
| Soul Shaker Vol. 6                  | Record Kicks        | 2009              | CD, iTunes |
| H2G Japan                           | H2G Factory         | 2009              | CD         |
| Planet Up The Planet                | Planetwize          | 2009              | CD, iTunes |
| Funk Aid For Africa                 | Dubspot             | 2009              | CD, iTunes |
| Republica Afrobeat 3                | Love Monk           | 2009              | CD, iTunes |
| Balearic Beach Sessions             | Cool Pool           | 2009              | CD, iTunes |
| Afrobeat Club                       | Union Square        | 2009              | CD, iTunes |
| Rough Guide To Afrobeat Revival     | World Music Network | 2009              | CD, iTunes |
| Soul Shaker Vol. 5                  | Record Kicks        | 2008              | CD, iTunes |
| Funkanova"                          | Prominence          | 2008              | CD, iTunes |
| Collected Singles Vol. 5            | Freestyle           | 2008              | CD, iTunes |
| Collected Singles Vol. 2            | Freestyle           | 2008              | CD, iTunes |
| Collected Singles Vol. 1            | Freestyle           | 2008              | CD, iTunes |
| Nu Afro                             | Wagram              | 2007              | CD, iTunes |
| Soul Shaker Vol. 4                  | Record Kicks        | 2007              | CD, iTunes |
| The Afro Sound Of House             | Traxsource          | 2007              | CD, iTunes |
| Timeless Anthems                    | Jetstar             | 2006              | CD, iTunes |
| Feel The Beat: Afrofunk             | Big Sur             | 2006              | CD         |
| Freestyle Remixed                   | Freestyle           | 2006              | CD, iTunes |
| Loft Party                          | Kinky Sweet         | 2006              | CD, iTunes |
| Beginners Guide To Afro Lounge      | Nascente            | 2006              | CD         |
| Afrique C’est Chic Box Set          | Kinky Sweet         | 2005              | CD         |
| Even Nice Girls                     | Public Release      | 2005              | CD         |
| Frequent Flyer Mile High            | Kinky Sweet         | 2005              | CD, iTunes |
| Afrique C’est Chic 3                | Slip ‘N Slide       | 2005              | CD, iTunes |
| Future World Funk…On The Run        | Ether               | 2005              | CD, iTunes |
| House Afrika                        | House Afrika        | 2004              | CD         |
| Afrobeat Sudan Aid Project          | Modiba              | 2004              | CD         |
| One Love Vol. 1                     | Pure Hemp           | 2004              | CD         |
| African Xpress                      | Shakti/Virgin       | 2003              | CD         |
| Big Daddy Volume 3: The Showstopper | Big Daddy           | 2002              | CD         |
| Live From WFMU                      | WMFU                | 2002              | CD         |